# 第49独立砲兵旅団 (ウクライナ陸軍)
第49独立砲兵旅団（だい49どくりつほうへいりょだん、ウクライナ語: 49 Окрема артилерійська бригада、略称：49 ОАБр）は、ウクライナ陸軍の旅団。北部作戦管区隷下であったが、2023年夏に第116、第117、第118独立機械化旅団の旅団砲兵群が第49独立砲兵旅団の砲兵大隊を基幹に編制されたことに伴い、解隊された。

## 編制
2023年時点での編制は以下のとおりである。
- 旅団本部
- 第1砲兵大隊
- 第2砲兵大隊
- 第3砲兵大隊
- 対戦車砲兵大隊
- 砲兵偵察大隊
- 工兵中隊
- 兵站中隊
- 整備中隊
- レーダー中隊
- 通信中隊
- 衛生中隊
- CBRN防護中隊

## 主要装備
旅団の主要装備は以下のとおりである。
- AS-90
- 2A65
- TRG-230（英語版）